# Atlantic Beach, New York
Atlantic Beach är en ort (village) i Nassau County i delstaten New York. Vid 2010 års folkräkning hade Atlantic Beach 1 891 invånare.